# Рышковский сельсовет (Железногорский район)
Ры́шковский сельсове́т — муниципальное образование со статусом сельского поселения в Железногорском районе Курской области России. 
Административный центр — село Рышково.

## История
Образован в первые годы советской власти. С 1928 года в составе Михайловского (ныне Железногорского) района. В 1930 году к Рышковскому сельсовету был присоединён Фоминский сельсовет.
Законом Курской области от 21 октября 2004 года № 48-ЗКО (в ходе муниципальной реформы 2006 года) муниципальное образование Рышковский сельсовет наделено статусом сельского поселения.
Законом Курской области № 76-ЗКО от 26 октября 2017 года к Рышковскому сельсовету был присоединён Басовский сельсовет.

## Состав сельского поселения
| №  | Населённый пункт | Тип населённого пункта       | Население |
| -- | ---------------- | ---------------------------- | --------- |
| 1  | Алексеевский     | посёлок                      | ↘18       |
| 2  | Басово           | деревня                      | ↗73       |
| 3  | Басово-Заречье   | деревня                      | ↗167      |
| 4  | Громашовка       | деревня                      | ↘136      |
| 5  | Жидеевка         | село                         | ↘55       |
| 6  | Жилино           | деревня                      | ↘14       |
| 7  | Козюлькина       | деревня                      | ↘14       |
| 8  | Колесникова      | деревня                      | ↘22       |
| 9  | Комаровка        | деревня                      | ↗25       |
| 10 | Новый Бузец      | село                         | ↘50       |
| 11 | Протасово        | деревня                      | ↘8        |
| 12 | Рышково          | село, административный центр | ↗334      |
| 13 | Сухарева         | деревня                      | ↘18       |
| 14 | Шатохино         | село                         | ↘54       |
| 15 | Фоминка          | деревня                      | ↗111      |
| 16 | Ясная Поляна     | хутор                        | ↘51       |

## Главы сельсовета
- Овчаров (1930-е)
- Трайченков (1930-е)
- Дугинов М. (1943—1946)
- Шилин (1946—1947)
- Ланин Д. К. (1947—1952)
- Беседин Прохор Павлович (1952—1965)
- Марахин И. Н. (1965—1967)
- Просолупов Виктор Трофимович (1967—1972)
- Плотникова Вера Прохоровна (1972—?)
- Пучков Александр Иванович (1970-е)
- Щукин Эдуард Иванович (1980-е)
- Белякин Сергей Иванович (1996—2008)
- Чурюкин Александр Александрович (2008—2018)
- Фенина Елена Леонидовна (с 2018 года)